# Gud skapade av jord
Gud skapade av jord är en bröllopspsalm med text skriven 1968 av Huub Oosterhuis och översatt till svenska 1979 av Åke Löfgren. Musiken är skriven 1836 av John D. Edwards.

## Publicerad i
- Den svenska psalmboken 1986 som nr 410 under rubriken "Vigsel".
- Svensk psalmbok för den evangelisk-lutherska kyrkan i Finland (1986) som nr 236 under rubriken "Vigsel", med en annan översättning av Gustav Björkstrand, och annan melodi (Den svenska psalmboken 590).
- Psalmer och sånger 1987 som nr 453 under rubriken "Kyrkan och nådemedlen - Vigsel".[1]